# 亞蘇季
亞蘇季（波斯語：یاسوج）是伊朗的城市，位於該國西南部，由科吉盧耶－博韋艾哈邁德省負責管轄，受地中海氣候影響，面積15.56平方公里，海拔高度2,004米，每年平均降雨量865毫米，2012年人口117,046。

## 外部連結
- Official website （页面存档备份，存于） （波斯文）
- Photo of Yasuj city （页面存档备份，存于）
- Videos of Yasuj powerplant construction[永久]
- "Persian Gates"（页面存档备份，存于） from Livius.org